# Iris Marion Young
Iris Marion Young, född 2 januari 1949 i New York, död 1 augusti 2006 i Chicago, var en amerikansk professor i statsvetenskap vid University of Chicago. Hennes forskning handlade om samtida politisk teori, feministisk samhällsteori och normativ policyanalys.
Hon blev filosofie doktor 1974 och undervisade på flera ställen innan hon kom till Chicago. Bland de teman hon undervisade om fanns rättviseteorier, demokrati, kontinentalfilosofi (till exempel Michel Foucault och Jürgen Habermas), etik och internationella relationer, samt genus- och rasfrågor. Young föreläste mycket utomlands och många av hennes böcker har översatts till ett otal språk.
Hon avled vid 57 års ålder av cancer.
Young var den som kopplade ihop begreppet serialitet med genus.

## Verk (urval)
- Justice and the Politics of Difference, 1990
- Throwing Like a Girl and Other Essays in Feminist Philosophy and Social Theory, 1990
- Inclusion and Democracy, 2000
- Global Challenges: War, Self-Determination, and Responsibility for Justice, 2007
- Responsibility for Justice, 2010